# The Crystal Palace
The Crystal Palace (eller Krystalpaladset) var en bygning af jern og glas, der blev opført i London i forbindelse med Verdensudstillingen i 1851, hvor mere end 14.000 udstillere mødte op for at vise de seneste landvindinger i tilknytning til den industrielle revolution. Bygningen blev tegnet af Joseph Paxton og var 560 meter lang og 33 meter høj.
Efter udstillingen blev Crystal Palace flyttet fra Hyde Park til Upper Norwood, hvor det blev udvidet og stod fra 1854 til 1936, hvor det brændte ned. Siden da har denne bydel i London være betegnet Crystal Palace.
Arkitekterne Tobias Faber, Mogens Irming og Jørn Utzon modtog Emil Bissens Præmien i 1947 for et forslag til et nyt palads.